# Cartoonito mesék
A Cartoonito mesék (eredeti címe: Cartoonito Tales) egy 2011-ben bemutatott élőszereplős klasszikus meséket feldolgozó kalandsorozat. Magyarországon a Boomerang tűzte műsorra a Cartoonito blokkban.

## Ismertető
A Cartoonito mesék klasszikus mesék – Piroska, A három kismalac, Péter és a farkas, A hattyúk tava, Pinokkió – újszerű feldolgozása.

## Szereposztás
| Szereplő neve     | Színész neve             |
| ----------------- | ------------------------ |
| Pinokkió          | Edward French            |
| Pán Péter         | Edward French            |
| Ebenézer          | Edward French            |
| Jiminy Cricket    | Edward French            |
| Gonosz varázsló   | Edward French            |
| Farkas            | Ben Willy                |
| Kis fiú           | Ben Willy                |
| Madárijesztő      | Ben Willy                |
| Olivia            | Octavia Selena Alexandru |
| Tündér balerina   | Octavia Selena Alexandru |
| Boszorkány        | Eliza Harrison-Dine      |
| Wendy             | Eliza Harrison-Dine      |
| Gonosz boszorkány | Hattie Gotobed           |
| Virágtündér       | Jodie Bastow             |
| Piroska           | Mya-Lecia Naylor         |
| Tündér            | Elisha Johnson           |
| Magányos óriás    | Pearce Barron            |
| Szereplő          | Magyar hang              |
| Mesélő            | Gubás Gabi               |

## Epizódok
| #   | Eredeti cím                    | Magyar cím                      | Eredeti premier    | Magyar premier |
| --- | ------------------------------ | ------------------------------- | ------------------ | -------------- |
| 1.  | Pinocchio                      | Pinokkió                        |                    |                |
| 2.  | Peter and the Wolf             | Péter és a farkas               |                    |                |
| 3.  | The Magic Flute                | A varázs fuvola                 |                    |                |
| 4.  | The Three Little Pigs          | A három kismalac                |                    |                |
| 5.  | The Lonely Giant               | A magányos óriás                |                    |                |
| 6.  | Hansel and Gretel              | Jancsi és Juliska               | 2011. november 17. |                |
| 7.  | Goldilocks and the Three Bears | Aranyfürtöcske és a három medve |                    |                |
| 8.  | Swan Lake                      | Hattyúk tava                    |                    |                |
| 9.  | Jack and the Beanstalk         | Az égig érő paszuly             | 2011. november 23. |                |
| 10. | Little Red Riding Hood         | Piroska és a farkas             |                    |                |
| 11. | The Nutcracker                 | Diótörő                         |                    |                |